# Flughafen Bandar Abbas

i7
i11
i13
Der Flughafen Bandar Abbas (persisch فرودگاه بین المللی بندرعباس, englisch Bandar Abbas International Airport, (IATA-Code: BND, ICAO-Code: OIKB))  ist ein internationaler Flughafen 12 Kilometer östlich der Hafenstadt Bandar Abbas im Süden Irans.

## Zwischenfälle
- Am 3. Juli 1988 wurde eine A300-B2 der Iran Air (EP-IBU) auf dem Flug von Bandar Abbas nach Dubai durch die Besatzung des US-amerikanischen Kriegsschiffs Vincennes mit einer Boden-Luft-Rakete abgeschossen, wobei das Leitwerk und eine Tragfläche abgerissen wurden und die Maschine ins Meer stürzte. Dabei wurden alle 290 Insassen getötet (siehe Iran-Air-Flug 655). Bei dem Abschuss handelte es sich um eine Verwechslung. Nach Angaben der US-Regierung war das Flugzeug von der Schiffscrew als eine angreifende feindliche F-14 Tomcat identifiziert worden. Der Flughafen Bandar Abbas wurde zu dieser Zeit sowohl zivil als auch militärisch genutzt.[2]